# Климатическая классификация итальянских коммун

Карта климатических зон территории Италии, согласно Указу Президента Республики № 412 от 26.08.1993 года.
Зона A
Зона B
Зона C
Зона D
Зона E
Зона F

Климатическая классификация итальянских коммун была введена Указом Президента Республики № 412 от 26 августа 1993 года. Указ регулирует проектирование, установку, эксплуатацию и техническое обслуживание систем отопления в зданиях в целях ограничения потребления энергии в соответствии со ст. 4, параграф 4, Закона от 9 января 1991 г., № 10.
Статья 2 делит территорию Италии на шесть климатических зон, именуемых от A до F в зависимости от среднесуточной внешней температуры. Критерием, используемым для этого подразделения, является измерение градусо-дней (сокращённо ГД), а не географическое положение.
Градусо-день (ГД) местоположения населённого пункта— это единица измерения, которая оценивает потребности в энергии, необходимые для поддержания комфортного климата в домах. Она представляет собой сумму среднесуточных повышений температуры, необходимых для достижения порога в 20 °C, распространённую на все дни обычного годового отопительного периода. Чем выше значение ГД, тем дольше продолжительность отопительного периода.
В таблице А, приложенной к указу, перечислены отдельные коммуны с указанием их климатической классификации.
Климатическая зона, к которой относится коммуна, указывает, в какой период года и на сколько часов в день можно включать отопление в общественных и частных зданиях.
Мэры коммун могут расширить, с учётом доказанных потребностей (холодные температуры осенью или весной), годовые периоды работы и ежедневную продолжительность отопления, немедленно уведомив об этом население.

## Таблица климатических зон Италии
В таблице ниже приведены характеристики, присвоенные каждой отдельной климатической зоне. Например, две коммуны, попадающие в зону А (Лампедуза и Линоза и Порто-Эмпедокле), могут включать отопление, работающее на природном газе, с 1 декабря по 15 марта максимум на 6 часов в день. Вне этих периодов системы отопления могут включаться только при наличии климатических и метеорологических ситуаций, оправдывающих их эксплуатацию, и, во всяком случае, с суточной продолжительностью, не превышающей половины разрешённой на полную мощность.
Однако продолжительность активации систем, не расположенных в зоне F, должна составлять от 5:00 до 23:30 каждого дня.
| Зона | От (ГД) | До (ГД) | Количество часов отопления в сутки | Дата включения      | Дата отключения     | Количество коммун |
| ---- | ------- | ------- | ---------------------------------- | ------------------- | ------------------- | ----------------- |
| A    | 0       | 600     | 6                                  | 1 декакбря          | 15 марта            | 2                 |
| B    | 601     | 900     | 8                                  | 1 декакбря          | 31 марта            | 157               |
| C    | 901     | 1400    | 10                                 | 15 ноября           | 31 марта            | 985               |
| D    | 1401    | 2100    | 12                                 | 1 ноября            | 15 апреля           | 1575              |
| E    | 2101    | 3000    | 14                                 | 15 октября          | 15 апреля           | 4222              |
| F    | 3001    | -       | Никаких ограничений                | Никаких ограничений | Никаких ограничений | 1048              |

На зимний сезон 2022—2023 года указанные периоды, согласно декрету Министерства экологического перехода были сокращены следующим образом:
| Зона | От (ГД) | До (ГД) | Количество часов отопления в сутки | Дата включения      | Дата отключения     | Количество коммун |
| ---- | ------- | ------- | ---------------------------------- | ------------------- | ------------------- | ----------------- |
| A    | 0       | 600     | 5                                  | 8 декабря           | 7 марта             | 2                 |
| B    | 601     | 900     | 7                                  | 8 декабря           | 23 марта            | 157               |
| C    | 901     | 1400    | 9                                  | 22 ноября           | 23 марта            | 985               |
| D    | 1401    | 2100    | 11                                 | 8 ноября            | 7 апреля            | 1575              |
| E    | 2101    | 3000    | 13                                 | 22 октября          | 7 апреля            | 4222              |
| F    | 3001    | -       | Никаких ограничений                | Никаких ограничений | Никаких ограничений | 1048              |